# Enrique Fraguas
Enrique Fraguas de Pablo  (Madrid, 19 de junio de 1943 - Toledo, 27 de mayo de 1990) fue un historiador y escritor español.

## Biografía
Hijo de Antonio Fraguas Saavedra (Fonsagrada, Lugo, 1905) y de María Ascensión De Pablo López (Barcelona, 1916). Fue el tercero de nueve hermanos. 
Se licenció en Geografía e Historia en la Universidad Autónoma de Madrid, y se especializó en el estudio de la dinastía de los Austria. Trabajó en el Instituto de la Opinión Pública y perteneció a la directiva de la Fundación Largo Caballero, desde donde dirigió el traslado a España de los archivos de la Unión General de Trabajadores, depositados en la ciudad francesa de Toulouse.
Diabético desde la infancia, protagonizó, bajo la orientación del doctor Luis Felipe Pallardo Sánchez, un nuevo tipo de tratamiento relacional hacia los diabéticos.
Escribió tres novelas y de numerosas monografías sobre la diabetes y también sobre Carlos II de Austria. 
Murió en Toledo con 46 años a consecuencia de un paro cardíaco.

## Vida personal
Es hermano del dibujante y caricaturista Antonio Fraguas (Forges), del periodista Rafael Fraguas, del realizador de televisión José María Fraguas.

## Libros
- El arte de los Mozárabes, 1975.
- Una historia en comunidad, 1984.
- La Alhambra y el Generalife de Granada, 1985.
- La Mezquita de Córdoba, 1985.